# أوغوستا ريد توماس
أوغوستا ريد توماس (بالإنجليزية: Augusta Read Thomas)‏ هي ملحنة أمريكية، ولدت في 24 أبريل 1964 في غلين كوف في الولايات المتحدة.

## وصلات خارجية
- الموقع الرسمي
- أوغوستا ريد توماس على موقع ميوزك برينز (الإنجليزية)
- أوغوستا ريد توماس على موقع ديسكوغز (الإنجليزية)